# Приречье (Волынская область)
Приречье (укр. Прирі́ччя) — село в Вишневской сельской общине Ковельского района Волынской области Украины.
До 2020 года входило в Любомльский район.
Население по переписи 2001 года составляет 48 человек.
Код КОАТУУ — 0723387204. Почтовый индекс — 44355. Телефонный код — 3377. Занимает площадь 0,18 км².